# Фізичні властивості вугілля
Фізичні властивості вугілля

## Загальний опис
Під фізичними властивостями твердих тіл розуміється їх специфічна поведінка при впливі певних сил і полів. Існує три основних способи впливу на тверді тіла, відповідні трьом основним видам енергії: механічний, термічний і електромагнітний. Відповідно виділяють три основних групи фізичних властивостей.
- Механічні властивості зв'язують механічні напруження і деформації тіла, які відповідно до результатів широких досліджень механічних і реологічних властивостей твердих тіл, виконаних школою академіка П. О. Ребіндера, можна поділити на пружні, міцнісні, реологічні і технологічні. Крім того, при впливі на тверді тіла рідин або газів виявляються їхні гідравлічні і газодинамічні властивості.

- До термічних відносять властивості, які виявляються у вугіллі під впливом теплових полів, а до електромагнітних — властивості, які виявляються при впливі на вугілля електричних, магнітних полів і електромагнітних коливань.

- До електромагнітних властивостей умовно можна віднести радіаційні, котрі проявляються при впливі на вугілля потоків мікрочастинок або електромагнітних хвиль значної жорсткості (рентгенівські, гамма-промені).

Питомий електроопір підвищується з переходом від бурого до кам'яного вугілля і досягає максимуму на середній стадії вуглефікації (Сdaf =87%), а потім меншає із зростанням ступеня метаморфізму, складаючи у антрацитів 102-103 Ом·см.
Окиснення вугілля приводить до значного зниження його опору при температурах до 100°С, коефіцієнт анізотропії кам'яного вугілля становить 1,73—2,55, антрациту 2,00—2,55. Нечисленні досліди показали, що опір цілика і порошку вугілля практично збігаються. Питомий електричний опір зростає із збільшенням зольності.
Фізичні властивості вугілля зумовлені їхнім хімічним складом, структурою і надмолекулярною організацією.

### Густина вугілля

- Густина органічної маси залежить від стадії метаморфізму, його природи і петрографічного складу. Густина органічної маси кам'яного вугілля зростає від довгополуменевого до пісного і антрациту (від 1160 до 1590 кг/м³). Густина мінеральних домішок може змінюватись від 2650 (глинисті мінерали, кварц) до 3900 кг/м³ (сидерит).
  - Уявна густина — це маса одиниці об'єму пористого (природного) вугілля. Уявна густина завжди менше дійсної і для кам'яного вугілля знаходиться в межах 1200–1350 кг/м³.
  - Насипна густина вугілля являє собою відношення його маси до об'єму, що заповнений вільною або ущільненою засипкою (густина маси вугілля в штабелі, вагоні, бункері та в інших ємностях). Насипна густина змінюється у широкому діапазоні і залежить від густини і розміру грудок, гранулометричного складу і вологості вугілля, а також від способів заповнення ємностей. Насипна густина вугілля залежить головним чином від кута природного укосу при вільній засипці, який обумовлений коефіцієнтом тертя між вугільними зернами.

Таблиця  – Дійсна густина вугілля і антрацитів
| Марка вугілля      | Марка вугілля | Густина r, г/см3 | Вихід летких речовин, мас.% |
| Довгополуменеве    | Д             | 1,253 – 1,478    | 39 – 46                     |
| Газове             | Г             | 1,264 – 1,483    | 33 – 39                     |
| Жирне              | Ж             | 1,244 – 1,417    | 28 – 33                     |
| Коксівне           | К             | 1,254 – 1,590    | 18 – 28                     |
| Піснувато-спікливе | ПС            | 1,242 – 1,532    | 9 – 18                      |
| Пісне              | П             | 1,336 – 1,505    | 9 – 15                      |
| Антрацит           | А             | 1,307 – 1,766    | 1,5 – 9                     |

### Теплотехнічні характеристики вугілля
Див. також Теплопровідність вугілля
Таблиця – Істинна питома теплоємність вугілля, кДж/(кг∙К)
| Досліджувані матеріали  | Теплоємність, кДж/(кг∙К) |
| Буре вугілля            | 1,12—1,19                |
| Кам'яне вугілля Донбасу |                          |
| Довгополуменеве         | 1,15                     |
| Газове                  | 1,1З                     |
| Жирне                   | 1,09                     |
| Коксівне                | 1,07                     |
| Піснувато-спікливе      | 1,05                     |
| Антрацит                | 0,93                     |

Таблиця  – Теплоємність вугілля Донбасу, кДж/(кг∙К)
| Температура, °С | Марка вугілля | Марка вугілля | Марка вугілля | Марка вугілля |
| Температура, °С | Д             | Ж             | П             | А             |
| 20              | 1,38          | 1,38          | 1,26          | 1,05          |
| 300             | 1,34          | 1,38          | 1,22          | 1,05          |
| 500             | 1,12          | 1,26          | -             | 1,05          |
| 700             | 1,05          | 1,17          | 1,01          | 0,97          |
| 900             | 0,97          | 0,92          | -             | 0,92          |
| 1000            | 0,86          | 0,86          | 0,92          | 0,86          |

### Кут природного укосу
- Кут природного укосу для рядових антрацитів знаходиться у межах 27—30о, для вугілля середньої стадії метаморфізму 35—40о, для дрібного вугілля 45—50о, для шламу 70—75о.

### Коефіцієнт тертя вугілля
- Коефіцієнт тертя вугілля – одна з важливих характеристик при виборі кутів нахилу жолобів і інших транспортних засобів для рядового вугілля і продуктів збагачення. Коефіцієнт тертя також суттєво впливає на результати розділення в деяких процесах (наприклад, при збагаченні на концентраційних столах, протитечійною сепарацією, за тертям, при зневодненні в центрифугах та ін.).

### Зольність вугілля
- Оскільки рядове вугілля складається з органічної маси і мінеральних домішок, які входять не тільки в його насипну масу, але й в кожну грудку, тому показник густини характеризує ступінь концентрації органічної маси або мінеральних домішок. Вміст мінеральних домішок у вугільних продуктах характеризують зольністю.

Зольність характеризує вміст негорючого залишку, який утворюється з мінеральних домішок (в основному оксиди кремнію, алюмінію, заліза, кальцію) при повному згорянні палива. 

### Оптичні властивості вугілля
Оптичні властивості вугілля (колір, блиск, прозорість, відбивна здатність і заломлення світла) тісно пов'язані з молекулярною структурою органічної речовини і закономірно змінюються залежно від зміни цієї структури під впливом факторів метаморфізму. Різні мікрокомпоненти вугілля мають різну відбивну здатність, яка зростає від ліптиніту до вітриніту і фюзеніту. Оптичні властивості вугілля можуть бути використані при розробці спеціальних методів збагачення (наприклад, фотолюмінісцентної сепарації).

### Електричні властивості вугілля
Електричні властивості вугілля визначають за провідністю ним електричного струму. Викопне вугілля може бути віднесене до напівпровідників. Електричний опір вугілля не можна вважати постійним, тому що він залежить від його хімічного і мінерального складу, а також від вологості і температури. Питомий електричний опір кам'яного вугілля і антрацитів визначений в порошку при кімнатній температурі і атмосферному тиску складає для донецького вугілля марок Г і Ж (1 ÷ 2)•1010 Ом•см, для антрацитів (0,5 ÷ 2)•105 Ом•см. В результаті термічної обробки кам'яного вугілля і антрацитів електричний опір змінюється у великих межах і досягає мінімуму при температурі 1000 – 1300°C. Вологість вугілля, а також вміст у воді розчинних солей значно змінюють електричний опір. Неоднорідність електричної провідності грудок вугілля і породи використаються для механічної вибірки в електричних породовибірних сепараторах.

### Діелектричні властивості вугілля
Діелектричні властивості вугілля характеризуються діелектричною проникністю, яка залежить від природних властивостей і вологості вугілля. Зі збільшенням вологості діелектрична проникність також збільшується. Діелектричну проникність використовують у вологомірах для контролю і автоматизації технологічних процесів збагачення.

### Електрокінетичні властивості вугілля
Електрокінетичні властивості вугілля визначають його поведінку при флотації і флокуляції (агрегації). Мірою інтенсивності електрокінетичних явищ у міжфазній області «вугілля-рідина» є дзета-потенціал (ζ -потенціал) – потенціал, що виникає на площині ковзання подвійного електричного шару внаслідок відриву його дифузної частини від адсорбційно зв'язаної нерухомої частини. Дзета-потенціал (ζ -потенціал) визначає заряд дифузного шару і належить до найважливіших інтегральних характеристик вугілля, що має особливу вагу при фізико-хімічних процесах збагачення вугілля у водному середовищі. Встановлена залежність ζ - потенціалу від стадії метаморфізму та ступеня окисненості вугілля, рН середовища. Зі зменшенням кількості мінеральних домішок як для окисненого так і неокисленого вугілля абсолютна величина ζ - потенціалу зменшується. З ростом ступеню вуглефікації знак і абсолютна величина ζ - потенціалу змінюється від -35 (V= 45%) до +20 (Vdaf 10% ). При Vdaf = 35% ζ = 0, що передбачає високу флотаційну і агрегаційну здатність вугілля. Різний знак дзета-потенціалу вугілля різних стадій метаморфізму обумовлює необхідність застосування для підвищення агрегаційної здатності вугілля рН-регуляторів різної природи. З ростом рН середовища зростає негативний потенціал вугілля, причому знак заряду поверхні змінюється з позитивного на негативний для вугілля марки Ж при рН = 6, марки П при рН =11. Що стосується впливу на ζ - потенціал ПАР, то зі збільшенням довжини вуглеводневого радикалу ПАР їх вплив на ζ - потенціал вугілля збільшується.

### Магнітні властивості вугілля
Магнітні властивості вугілля характеризуються магнітною сприйнятливістю, яка для чистого вугілля закономірно зростає зі збільшенням стадії метаморфізму. За магнітними властивостями вугілля належить до діамагнітних речовин, для яких інтенсивність намагнічування пропорційна напруженості поля. Питома магнітна сприйнятливість діамагнітних речовин негативна, порядок її становить 10–9 м³/кг. Мінеральні домішки у вугіллі характеризуються парамагнітними властивостями, їхня питома магнітна сприйнятливість позитивна і знаходиться в межах 10–9 – 10–5 м³/кг. Перспективним слід вважати магнітне знесірчення вугілля з видаленням піриту, який має питому магнітну сприйнятливість м³/кг, що значно вище питомої магнітної сприйнятливості інших парамагнітних домішок, наприклад, кварцу м³/кг.

### Теплові властивості вугілля
Див. також Теплопровідність вугілля, Теплоємність вугілля.
Теплові властивості вугілля характеризуються коефіцієнтами теплопровідності (Вт/м•°C), температуропровідності (м²/с) і теплоємності (Дж/кг•оС).
Коефіцієнт теплопровідності вугілля визначається теплопровідністю вугільної речовини, її пористістю і вологістю, крім того, він прямо пропорційно залежить від температури. З ростом кількості мінеральних включень і вологості теплопровідність і температуропровідність вугілля також зростають.
Теплоємність вугілля лінійно зменшується з ростом метаморфізму і лінійно збільшується з підвищенням вологості вугілля. Зі збільшенням зольності теплоємність вугілля знижується. Середня питома теплоємність вугілля при 20°C становить 1,04—5,43 кДж/кг•°C, а мінеральних домішок близько 0,8 кДж/кг•°C.

### Вологоємність вугілля
Вологоємність вугілля виявляється у його здатності поглинати вологу. Цей показник особливо важливий для характеристики розмокання порід. Оскільки процеси збагачення здійснюються в основному у водному середовищі розмокання обумовлює шламоутворення, чистоту оборотної води і інші параметри технологічного процесу.
Максимальна молекулярна вологоємність (ММВ) є критерієм вмісту вологи, яка не видаляється механічними способами. Для вугілля і шламів крупністю 0-1 і 0-3 мм з 25-30 % класу менше 0,074 мм ММВ становить 6-14 %, а з врахуванням ефективності роботи вакуум-фільтрів та центрифуг — 13-23 %.

### Змочуваність вугілля
Змочуваність вугілля визначається крайовим кутом змочування, що змінюється від 0 до 180°. Малі значення крайового кута змочування мають добре змочувані (гідрофільні) частинки. Навпаки, частинки, поверхня яких слабо утримує воду, є гідрофобними. Чиста поверхня вугільної речовини гідрофобна, а поверхня мінеральних домішок — гідрофільна. На властивості змочуваності заснований флотаційний метод, що широко використовується для збагачення багатьох корисних копалин, в тому числі й вугілля.

## Фізико-механічні властивості вугілля
- а) пружність — здатність відновлювати свої первинні розміри після зняття навантаження;
- б) пластичність — здатність зберігати деформацію аж до межі текучості після зняття навантаження;
- в) твердість — здатність чинити опір пружним і пластичним деформаціям при місцевій силовій дії на поверхню тіла; див. Твердість вугілля.
- г) міцність — здатність чинити опір руйнуванню під дією напружень;
- д) крихкість — здатність руйнуватися без помітного поглинання енергії;
- е) дробимість — властивість, що визначається сукупністю твердості, в'язкості і тріщинуватості;
- ж) тривкість — умовне поняття, яке символізує сукупність механічних властивостей і виявляється в різних технологічних процесах при видобутку і переробці вугілля.